# 12 Pułk Zmechanizowany
12 Kołobrzeski pułk zmechanizowany (12 pz) – oddział zmechanizowany Sił Zbrojnych PRL i okresu transformacji ustrojowej.
Wchodził w skład 4 Pomorskiej Dywizji Zmechanizowanej im. Jana Kilińskiego.

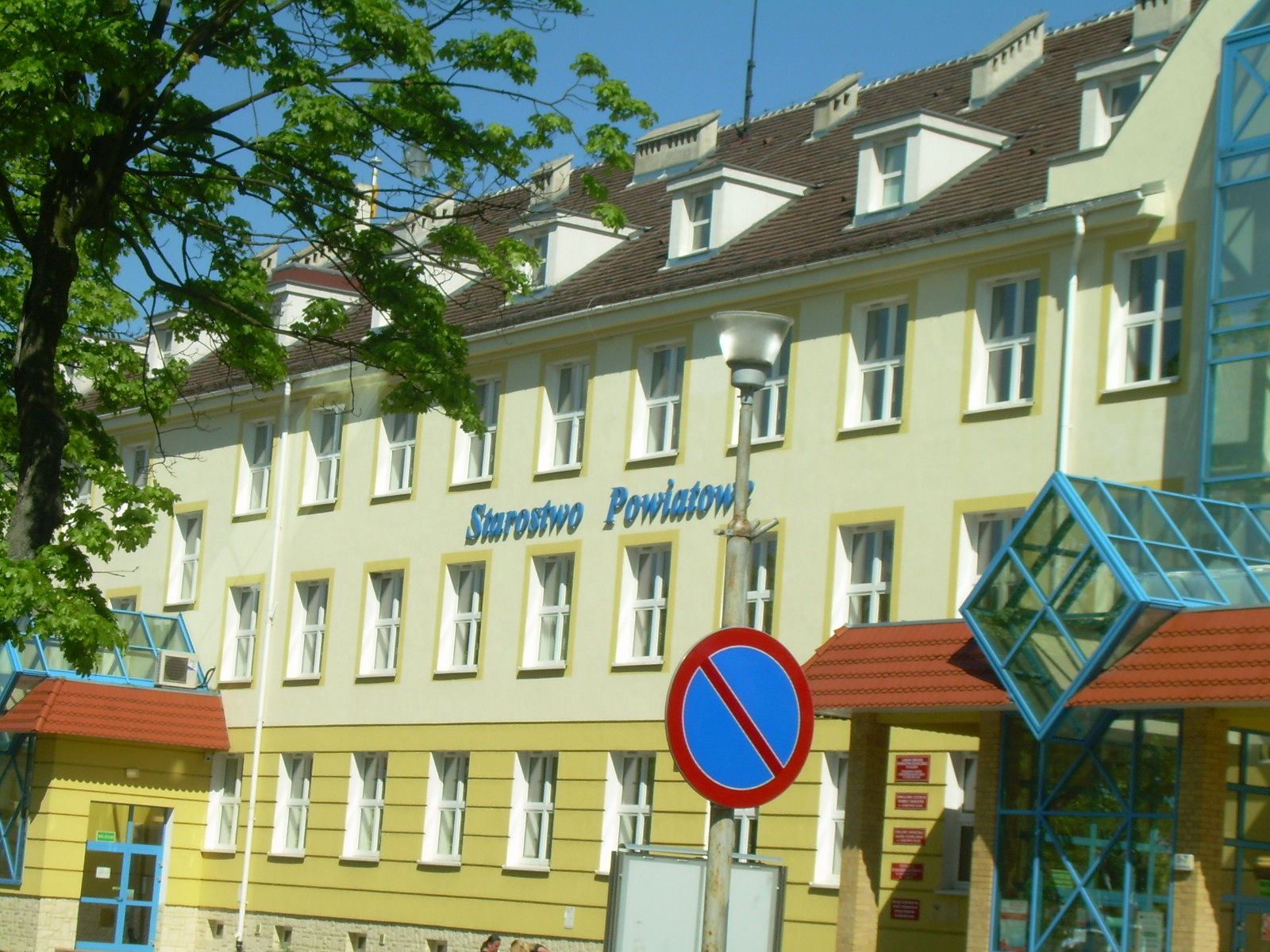
To były koszary 12 pułku

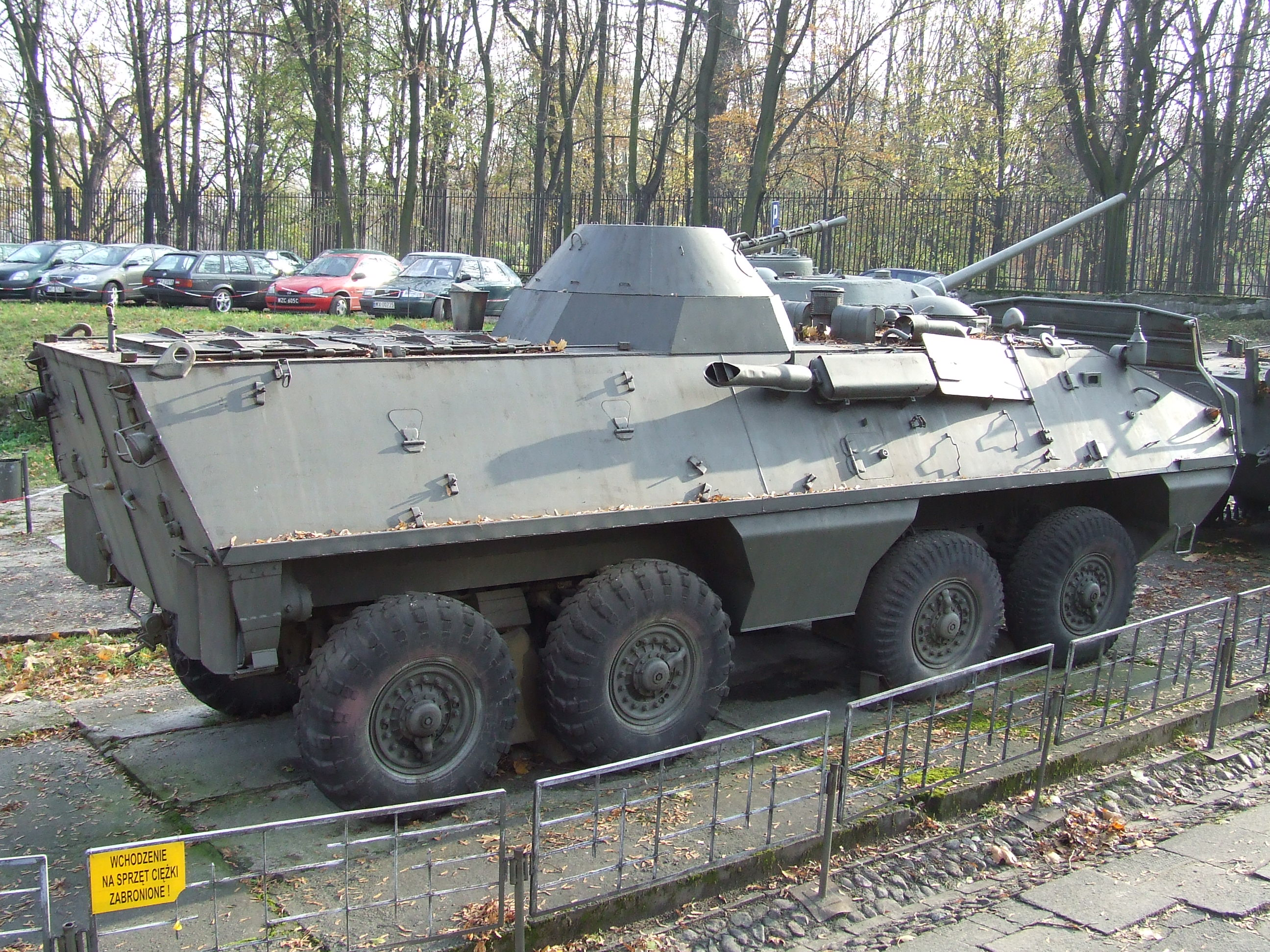
Podstawowy transporter pułku SKOT 2A

Stacjonował w garnizonie Gorzów Wielkopolski
W 1995 na jego bazie sformowano 4 Gorzowską Brygadę Zmechanizowaną.

## Dowódcy pułku
- mjr/ppłk/płk dypl. Aleksander Berdychowski 1962–1970
- ppłk dypl. Czesław Karkowski 1970–1974
- mjr/ppłk dypl. Hubert Gruca 1974–1976
- mjr dypl. Marian Skupiński 1977–1977
- ppłk/płk dypl. Jerzy Madzio 1977–1981
- mjr/ppłk dypl. Zygmunt Sadowski 1981–1984
- ppłk dypl. Wiesław Łukasiewicz 1984–1987
- mjr/ppłk dypl. Andrzej Bilewicz 1987–1989
- ppłk dypl. Lech Kamiński 1989–1991
- ppłk dypl. Wacław Girek 1991–1993
- ppłk/płk dypl. Marek Drózd 1993–1995

## Skład (lata 80. XX w)
- Dowództwo i sztab
  - 3 x bataliony zmechanizowane
  - batalion czołgów
  - kompania rozpoznawcza
  - bateria haubic 122mm
  - bateria ppanc
  - kompania saperów
  - bateria plot
  - kompania łączności
  - kompania zaopatrzenia
  - kompania remontowa
  - kompania medyczna
  - pluton chemiczny
  - pluton ochrony i regulacji ruchu